# Hua Nà
Hua Nà là xã thuộc huyện Than Uyên, tỉnh Lai Châu, Việt Nam.

## Địa giới hành chính
Đông giáp xã Hồ Bốn, huyện Mù Căng Chải, tỉnh Yên Bái; Tây giáp xã Mường Cang và Thị trấn Than Uyên, huyện Than Uyên; Nam giáp xã Mường Kim, huyện Than Uyên và xã Hồ Bốn, huyện Mù Cang Chải, tỉnh Yên Bái; Bắc giáp thị trấn Than Uyên, xã Mường Than, huyện Than Uyên.

## Lịch sử hành chính
Năm 1978, xã Hua Nà và xã Mường Cang thuộc huyện Than Uyên, tỉnh Hoàng Liên Sơn được hợp nhất thành xã Nà Cang.
Xã Hua Nà được tái lập năm 2008 trên cơ sở điều chỉnh 2.555,40 ha diện tích tự nhiên và 2.529 người của xã Nà Cang.